# تلمبه چاه‌زهرا
تلمبه چاه زهرا روستایی در دهستان گلستان بخش گلستان شهرستان سیرجان استان کرمان ایران است.

## جمعیت
بر پایه سرشماری عمومی نفوس و مسکن در سال ۱۳۹۵ جمعیت این مکان ۲۸ نفر (۹خانوار) بوده‌است.